# What's Love Got to Do with It
What's Love Got to Do with It je album američke pjevačice Tine Turner, te ujedno i glazba iz biografskog filma Tine Turner What's Love Got to Do with It.

## Popis pjesama
1. "I Don't Wanna Fight" - 6:06
2. "Rock Me Baby" (1993 version) - 3:57
3. "Disco Inferno" - 4:03
4. "Why Must We Wait Until Tonight" - 5:53
5. "Stay Awhile" - 4:50
6. "Nutbush City Limits" (1993 version) - 3:19
7. "(Darlin') You Know I Love You" (1993 version) - 4:27
8. "Proud Mary" (1993 version) - 5:25
9. "A Fool in Love" (1993 version) - 2:54
10. "It's Gonna Work Out Fine" (1993 version) - 2:49
11. "Shake a Tail Feather" (1993 version) - 2:32
12. "I Might Have Been Queen" (1993 version) - 4:20
13. "What's Love Got to Do With It" (s albuma Private Dancer) - 3:49
14. "Tina's Wish" (1993 version) - 3:08